# Ерез (прикордонний пункт)
31°33′30″ пн. ш. 34°32′41″ сх. д. / 31.5582° пн. ш. 34.54483889° сх. д.
Прикордонний пункт Ерез (івр. מעבר ארז, маавар Ерез), також відомий як перехід Бейт-Ханун (араб. معبر بيت حانون), є прикордонним пунктом між Сектором Гази та Ізраїлем. Він розташований на північній частині Сектору Гази, між ізраїльським кібуцем Ерез і палестинським містом Бейт-Ханун.
Зараз це єдиний пункт перетину між Сектором Гази та Ізраїлем наземним транспортом і другий варіант для жителів Гази, коли пропускний пункт Рафах з Єгиптом закрито. Використання переходу Ерез дозволено лише палестинцям, які проживають під юрисдикцією Палестинської національної адміністрації, громадянам Єгипту, а також представникам міжнародної допомоги. Ізраїль дозволяє мешканцям Палестини подорожувати через Ерез у «виняткових гуманітарних випадках» з іншими винятками для студентів і спортсменів, які подорожують за кордон, а також для торговців. Переходом Ерез керує Армія оборони Ізраїлю, на відміну від переходу Карні та Керем-Шалом, якими керує Управління аеропортів Ізраїлю. Блокада Сектору Гази суттєво вплинула на контрольно-пропускний пункт, який є отвором в ізраїльському бар'єрі Сектору Гази.

## Зручності
Термінал являє собою сучасну будівлю в стилі ангара площею близько 35 000 м2 і пропускною здатністю 45 000 людей на день. Був завершений у 2007 році, вартість будівництва 60 мільйонів доларів.

## Місцезнаходження
Перехід Ерез є частиною комплексу, який раніше включав індустріальний парк Ерез. Він з'єднує шосе 4 Ізраїлю з дорогою Салах ад-Дін у Газі. До початку 1970-х років через Перехід також проходила залізнична лінія, що з'єднувала Ізраїль і Сектор Гази. 

## Конфлікт Газа – Ізраїль
20 липня 2014 року у відповідь на повідомлення про те, що конфлікт 2014 року між Ізраїлем і Газою спричинив гостру нестачу лікарняних ліжок у Газі, Армія оборони Ізраїлю відкрила польовий госпіталь для жителів Гази в пункті Ерез.